# Jérémy Morel
Jérémy Michel Morel (Lorient, 2 de abril de 1984) é um futebolista franco-malgaxe que atua como lateral-esquerdo ou zagueiro. Atualmente joga no Lorient.

## Carreira

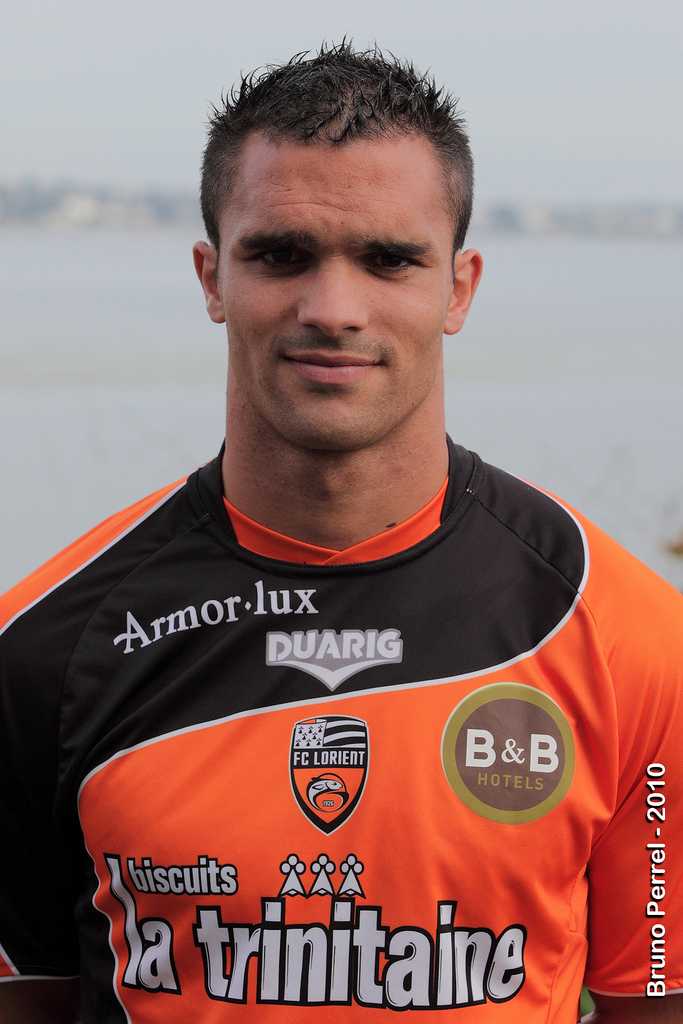
Morel como jogador do Lorient.

Morel começou a carreira no Lorient. Sua estreia profissional foi em abril de 2003, entrando no lugar do senegalês Pape Malick Diop na derrota por 1 a 0 para o Gueugnon. Foram 234 jogos e 12 gols com a camisa dos Merlus, deixando o clube em junho de 2011, sendo contratado pelo Olympique de Marselha. Em 4 anos, Morel disputou 153 partidas e fez 3 gols.
O lateral-esquerdo assinou com o Lyon em junho de 2015, quando seu contrato com o Olympique de Marseille estava perto de terminar. Em 4 anos, ele entrou em campo 141 vezes, tendo feito um gol.
No dia 16 de julho de 2019, foi anunciado pelo Rennes. O jogador assinou contrato por um ano.

## Seleção Malgaxe
Em outubro de 2018, Morel, que não chegou a defender as seleções de base da França (também era considerado elegível para jogar pela Seleção Reunionense) e sabendo que teria poucas chances na equipe principal dos Bleus, anunciou que jogaria por Madagascar, onde seu pai nasceu. A estreia pelos Barea foi em novembro, pelas eliminatórias da Copa Africana de Nações de 2019, contra o Sudão.